# Sieraków
Sieraków je město v Polsku ve Velkopolskolském vojvodství v okrese Międzychód v historickém Velkopolsku. Protéká jím řeka Warta a leží na břehu několika jezer, Jeziora Wielkého nebo Jeziora Jaroszewského. V roce 2024 zde žilo 5 797 obyvatel.

## Historie
Město má bohatou historii, první zmínka o něm sahá až do roku 1257, kdy zde byla založena osada. V průběhu staletí se město stalo důležitým obchodním a řemeslným centrem. Během druhé světové války se město stalo se součástí tzv. Generálního gouvernementu, díky tomu bylo město významným centrem odboje proti nacistické okupaci a bylo také jedním z center Varšavského povstání. V průběhu staletí bylo Sieraków vlastnictvím různých šlechtických rodů a bylo důležitým centrem obchodu a řemesel. V 19. století se město stalo součástí Pruska a později Německa. Po první světové válce se stalo součástí obnoveného Polska.
V roce 1940 byla v Sierakowě zřízena pobočka koncentračního tábora KL Posen. Tento tábor sloužil k internaci a mučení polských odpůrců nacistického režimu, ale také Židů, Romů a dalších vězňů. Celkem bylo v táboře vězněno až 10 000 lidí, z nichž mnozí zemřeli na následky krutého zacházení a vysílení.
V roce 1943 došlo k tzv. Sierakowskému povstání, které bylo organizováno polskými partyzány. Cílem bylo osvobodit město od nacistické okupace a vytvořit v něm centrum odboje proti nacistům. Partyzáni napadli město a podařilo se jim zabít několik nacistických důstojníků a zničit několik budov. Avšak nacisté rychle reagovali a začali město brutálně potlačovat. V bojích zemřelo na 600 polských partyzánů a civilistů. Mnoho dalších bylo deportováno do koncentračních táborů, kde mnozí z nich zemřeli.
Po válce se Sieraków stal součástí Polska a byl obnoven. Památníky a muzea v Sierakowě připomínají oběti nacistické okupace a boje polských partyzánů. Mezi nejvýznamnější památky patří památník věnovaný obětem koncentračního tábora KL Posen a památník Sierakowského povstání. Tyto památníky slouží k uctění památky obětí a k uchování historie této tragické události.

## Současnost
Sieraków se snaží rozvíjet turistický ruch a zlepšovat infrastrukturu města. Nedávno byla zrekonstruována historická budova bývalého zámku, která slouží jako kulturní a konferenční centrum. V městském parku byly instalovány nové prvky pro děti a mládež a byla zahájena rekonstrukce hlavního náměstí.
Město se také snaží rozvíjet své průmyslové odvětví a podporovat malé a střední podniky. V Sierakówe se nachází několik firem jako například firma AGRO-EKO která má v Sierakówě svoji pobočku.
Sieraków je také důležitým dopravním uzlem v regionu. Prochází tudy důležitá silnice a železniční trať spojující města Poznaň a Zielona Góra. Město také leží v blízkosti hranic s Německem a má dobrou dopravní dostupnost do sousedních zemí.

### Kulturní památky
Jednou z nejvýznamnějších památek v Sierakówě je zámek Opalińskich. Původně postaven v 16. století, byl v 18. století přestavěn v barokním stylu. Dnes slouží jako muzeum s expozicí historie města a regionu.

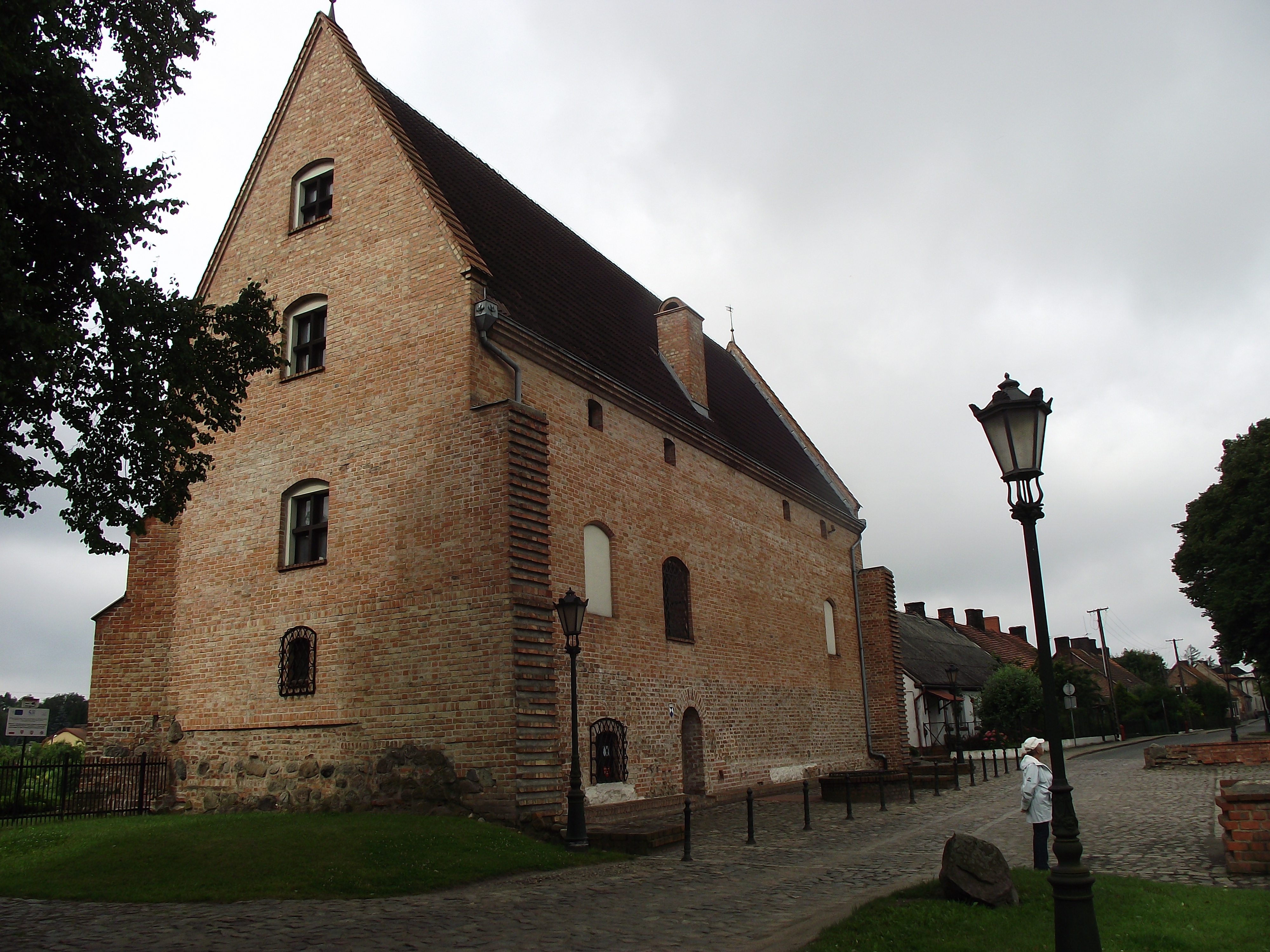
Zámek Opalińskich

Další významné památky zahrnují kostel svatého Michala Archanděla, kostel svatého Jana Křtitele, bývalý jezuitský klášter, synagogu a městskou věž.

### Festivaly v Sierakówě
Jedním z nejvýznamnějších festivalů, které se v Sierakówě každoročně konají, je Mezinárodní festival sakrální hudby. Festival obvykle probíhá v kostele svatého Kříže, který je pro takové akce díky své architektuře a uměleckému vybavení vhodným prostorem. Dalším významným festivalem je Sierakowský festival, který se koná každoročně koncem srpna. Tento festival nabízí spoustu zábavy, tance a hudby. Festival trvá několik dní a nabízí širokou škálu kulturních aktivit, jako jsou koncerty, výstavy, workshopy a trhy s místními produkty a řemesly.

### Spolupráce s městem Vodňany
Během druhé světové války byli v Sierakowě internováni čeští studenti z Vodňan, kteří se zapojili do odboje proti nacistické okupaci. Ti byli později popraveni a jejich památku připomíná památník v Sierakowě.
Kromě toho však existují i jiné kulturní spojitosti mezi oběma městy. Například Sieraków je partnerským městem Vodňan a pravidelně dochází k výměně kulturních a sportovních akcí. Také v Sierakowě se nachází Muzeum Šumavy a Podčeskoleského Pomezí, které je zaměřené na historii a kulturu českých a polských oblastí, které se nacházejí na hranicích mezi oběma zeměmi.